# Clavija eggersiana
Clavija eggersiana är en viveväxtart som beskrevs av Carl Christian Mez. Clavija eggersiana ingår i släktet Clavija och familjen viveväxter. Inga underarter finns listade i Catalogue of Life.